# Karel Hejma

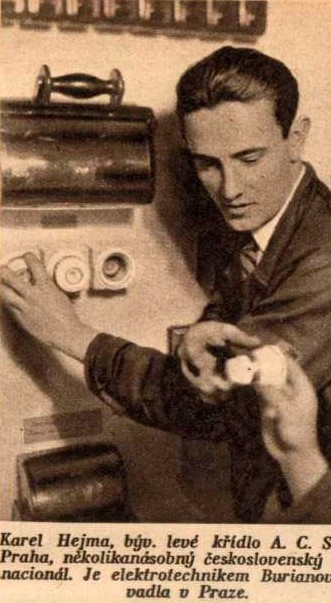
Karel Hejma

Karel Hejma (* 10. August 1905 in Kročehlavy/Kladno; †  5. November 1980) war ein tschechischer Fußballnationalspieler.
Bei der tschechoslowakischen Fußballmeisterschaft 1927/28 spielte er im Finale am 11. November 1928 für den SK Kročehlavy gegen den SK Prostějov.
1930 erzielte er bei einem Freundschaftsspiel gegen Belgien ein Tor. Beim Mitropapokal 1930 gegen den SK Rapid Wien nahm er am Hin- und Rückspiel teil. Er spielte 1930/31 als Stürmer bei Sparta Prag. und von 1932 bis 1934 beim Fußballklub SK Slavia Prag.